# جان مولدر (سياسي)
جان مولدر (بالهولندية: Jan Mulder)‏ هو سياسي هولندي، ولد في 3 أكتوبر 1943. حزبياً، نشط في حزب الشعب من أجل الحرية والديمقراطية.

## مناصب
- في انتخابات البرلمان الأوروبي 1994، انتخب عضو في البرلمان الأوروبي عن دائرة هولندا (دائرة انتخابية للبرلمان الأوروبي) لترشحه ضمن قائمة حزب الشعب من أجل الحرية والديمقراطية، وقد انضم خلال فترته النيابية (19 يوليو 1994 – 19 يوليو 1999) للكتلة البرلمانية مجموعة حزب الديمقراطيين الليبراليين والإصلاحيين الأوروبيين [الإنجليزية]‏.
- في انتخابات البرلمان الأوروبي 1999، انتخب عضو في البرلمان الأوروبي عن دائرة هولندا (دائرة انتخابية للبرلمان الأوروبي) لترشحه ضمن قائمة حزب الشعب من أجل الحرية والديمقراطية، وقد انضم خلال فترته النيابية (20 يوليو 1999 – 19 يوليو 2004) للكتلة البرلمانية مجموعة حزب الديمقراطيين الليبراليين والإصلاحيين الأوروبيين [الإنجليزية]‏.
- في انتخابات البرلمان الأوروبي 2004، انتخب عضو في البرلمان الأوروبي عن دائرة هولندا (دائرة انتخابية للبرلمان الأوروبي) لترشحه ضمن قائمة حزب الشعب من أجل الحرية والديمقراطية، وقد انضم خلال فترته النيابية (20 يوليو 2004 – 13 يوليو 2009) للكتلة البرلمانية مجموعة تحالف الليبراليون والديمقراطيون من أجل أوروبا [الإنجليزية]‏.
- انتخب عضو في البرلمان الأوروبي عن دائرة هولندا (دائرة انتخابية للبرلمان الأوروبي) لترشحه ضمن قائمة حزب الشعب من أجل الحرية والديمقراطية، وقد انضم خلال فترته النيابية (22 يونيو 2010 – 30 يونيو 2014) للكتلة البرلمانية مجموعة تحالف الليبراليون والديمقراطيون من أجل أوروبا [الإنجليزية]‏.

## وصلات خارجية
- الموقع الرسمي